# Flecha Valona 1975
La Flecha Valona 1975 se disputó el 17 de abril de 1975, y supuso la edición número 39 de la carrera. El ganador fue el belga André Dierickx. Los también belgas Frans Verbeeck y Eddy Merckx fueron segundo y tercero respectivamente.  

## Clasificación final
| Pos. | Ciclista                 | Equipo                         | Tiempo   |
| ---- | ------------------------ | ------------------------------ | -------- |
| 1    | André Dierickx           | Rokado                         | 5h48'44" |
| 2    | Frans Verbeeck           | Maes Pils-Watney               | m.t.     |
| 3    | Eddy Merckx              | Molteni                        | m.t.     |
| 4    | Freddy Maertens          | Carpenter-Confortluxe-Flandria | a 1'39"  |
| 5    | Jean-Pierre Danguillaume | Peugeot-Michelin-BP            | m.t.     |
| 6    | Gerrie Knetemann         | Gan-Mercier-Hutchinson         | a 1'51"  |
| 7    | Ferdinand Bracke         | TI-Raleigh                     | m.t.     |
| 8    | Joop Zoetemelk           | Gan-Mercier-Hutchinson         | a 2'29"  |
| 9    | Roger De Vlaeminck       | Brooklyn                       | m.t.     |
| 10   | Walter Planckaert        | Maes Pils-Watney               | a 7'02"  |